# Puget-sur-Argens
Puget-sur-Argens là một xã thuộc tỉnh Var trong vùng Provence-Alpes-Côte d’Azur miền đông nam nước Pháp.

## Climate
| Mois                                            | Janv. | Fév.  | Mars  | Avr.  | Mai   | Juin  | Juil. | Août  | Sept. | Oct.  | Nov.  | Déc.  | Année  |
| ----------------------------------------------- | ----- | ----- | ----- | ----- | ----- | ----- | ----- | ----- | ----- | ----- | ----- | ----- | ------ |
| Températures maximales moyennes (°C)            | 13    | 13    | 15    | 18    | 21    | 25    | 28    | 28    | 25    | 21    | 16    | 13    | 19,6   |
| Températures minimales moyennes (°C)            | 3     | 4     | 5     | 7     | 10    | 14    | 16    | 16    | 14    | 11    | 6     | 3     | 9,1    |
| Températures moyennes (°C)                      | 8     | 9     | 10    | 13    | 16    | 19    | 22    | 22    | 19    | 16    | 11    | 8     | 14,4   |
| Ensoleillement (h)                              | 147,8 | 148,9 | 203,2 | 252,1 | 234,9 | 280,6 | 310,3 | 355,5 | 319,5 | 247,0 | 201,5 | 145,5 | 2748,1 |
| Moyennes mensuelles de précipitations (mm)      | 89,6  | 85,4  | 72,3  | 62,1  | 48,7  | 37,9  | 14,6  | 42,6  | 59,0  | 117,0 | 108,9 | 85,6  | 823,4  |
| Source: Climatologie mensuelle à Saint-Raphaël. |       |       |       |       |       |       |       |       |       |       |       |       |        |